# Daniel Kientzy
Daniel Kientzy, né le 13 juin 1951 à Périgueux, est un musicien professionnel français.

## Biographie
À l'âge de 16 ans, il était guitare basse dans des groupes de danse et de rock.
Il étudia ensuite le saxophone au conservatoire de Limoges, puis au conservatoire national supérieur de musique et de danse de Paris, où il obtint le 1er Prix de saxophone et le 1er Prix de musique de chambre. 
Daniel Kientzy a appris la contrebasse au conservatoire de Versailles et a tenu cet instrument à l'Orchestre de l'Opéra de Limoges. 
Parallèlement, il s'intéressa à la musique ancienne et fonda l'Ensemble Musica Ficta avec lequel, il enregistra un disque chez Arion. Il y joue : cromorne, flûte à bec, cornemuse, viole de gambe. 
À la fin des années 1970, il se consacre au saxophone. Mais, ne pouvant se satisfaire et du répertoire et des différentes utilisations stéréotypées en vigueur (aussi bien jazz que classique), il entreprend des recherches. Daniel Kientzy élargit ses activités en publiant un traité (Grand Prix SACEM 1982) Les sons multiples aux saxophones aux éditions Salabert, où il dirigé la « Collection Saxophone ». Il corédige deux ouvrages de vulgarisation consacrés aux saxophones (Lattes 1987, Gam 1988). 
En 1990, Daniel Kientzy soutient sa thèse Saxologie (Grand Prix SACEM 2002). Il est docteur ès esthétique, sciences et technologie des arts.

## Prix et distinctions
- Grand Prix SACEM de la réalisation pédagogique 1982 et 2002
- Prix de la Revue de l'Union des compositeurs de Roumanie (1991)
- Chevalier des Arts et des Lettres (1992)
- Nommé aux Victoires de la musique (1993)
- Prix de l'Union des compositeurs de Roumanie pour l’interprétation de la musique roumaine (2007)

## Publications
- Les sons multiples aux saxophones, ed. Salabert, 1981
- Le saxophone, ed. Lattes, 1987
- Le saxophone, ed. GAM, 1988
- Saxologie, Nova Musica, 1991-2002
- L’art du saxophone, Nova Musica, 1993